# جنگل دیووس
جنگل دیووس (به فرانسوی: Forêt d'Écouves) یک جنگل در فرانسه است که در نرماندی سفلی واقع شده‌است.